# Греческая корпорация телерадиовещания
Греческое радио и телевидение (греч. Ελληνική Ραδιοφωνία Τηλεόραση, ERT) (полное наименование - Акционерное общество "Греческое радио и телевидение" (Ελληνική Ραδιοφωνία Τηλεόραση Α.Ε.)) — греческая государственная телерадиокомпания.

## История

### ΥΡΕ (1938—1941)
В 1938 году была создана ΥΡΕ (греч. Υπηρεσία Ραδιοφωνικών Εκπομπών — «Служба радиовещательных передач») запустившая на средних волнах первый в Греции радиоканал — Ραδιοφωνικός Σταθμός Αθηνών («Радиовещательная станция Афины») с 15-кВт передатчика в пригороде Афин Ano Liosia и из студии в Zappeion Mansion.

### ΑΕΡΕ (1941—1945)
После оккупации Греции в 1941 году Королевством Италия и Германской Империей проитальянским правительством вещание ΥΡΕ было приостановлено, вместо него начало вещание ΑΕΡΕ (греч. Ανώνυμη Εταιρία Ραδιοφωνικών Εκπομπών — «Акционерное общество Радиовещательных передач»).

### ΕΙΡ (1945—1975)
16 июля 1945 года вместо ΥΡΕ был создан ΕΙΡ (греч. Εθνικό Ίδρυμα Ραδιοφωνίας — «Национальное учреждение радиовещания»). В 1947 г. ΕΙΡ на коротких волнах запустил сеть иноязычных радиоблоков — Η Φωνή της Ελλάδας. В 1950 стал одним из 23 основателей Европейского телерадиовещательного союза. В 1952 г. ΕΙΡ на средних волнах запустил второй радиоканал — Δεύτερο Πρόγραμμα, Ραδιοφωνικός Σταθμός Αθηνών стала называться Πρώτο Πρόγραμμα, а в 1954 г. ΕΙΡ запустил радиостанцию — Τρίτο Πρόγραμμα. В этот же период ΕΙΡ на средних волнах на частотах Δεύτερο Πρόγραμμα запустил сеть региональных радиостанций — Ραδιοφωνικός Σταθμός Θεσσαλονίκης («Радиовещательная станция Фессалоник»), Ραδιοφωνικός Σταθμός Κέρκυρας («Радиовещательная станция Керкиры», Ионические острова), Ραδιοφωνικος Σταθμος Καβάλας («Радиовещательная станция Кавалы», Восточная Македония и Фракия), Ραδιοφωνικος Σταθμος Κομοτηνής («Радиовещательная станция Комотини», Восточная Македония и Фракия), Ραδιοφωνικός Σταθμός Ρόδου («Радиовещательная станция Родоса») и Ραδιοφωνικός Σταθμός Χανίων («Радиовещательная станция Хании», Крит).

### ΕΙΡΤ и ΤΕΔ (1966—1982)
Тестовые телевизионные трансляции начались в 1965 году, а в 1966 EIR в стандарте разложения 625 строк запустил одноимённый телеканал. В 1970 г. ΕΙΡ был переименован в ΕΙΡΤ (греч. Εθνικόν Ίδρυμα Ραδιοφωνίας Τηλεοράσεως — «Национальное учреждение радиовещания и телевидения»), также стал называться его телеканал. В 1966 году ΥΕΝΕΔ (греч. Υπηρεσία Ενημερώσεως Ενόπλων Δυνάμεων — Служба вещания Вооружённых сил) на втором телеканале запустила телеканал ΤΕΔ (греч. Τηλεόραση Ενόπλων Δυνάμεων — Телевидение Вооружённых сил), на средних волнах сеть региональных радиостанций — Радиовещательная станция Вооружённых сил Центральной Эллалы (Ραδιοφωνικός Σταθμός Ενόπλων Δυνάμεων Κεντρικής Ελλάδος) в Лариссе (Фессалия), Радиовещательная станция Вооружённых сил Эпира (Ραδιοφωνικό Σταθμό Ενόπλων Δυνάμεων Ηπείρου) в Янине (Эпир), Радиовещательная станция Вооружённых сил Восточной Македонии и Фракии (Ραδιοφωνικό Σταθμό Ανατολικής Μακεδονίας και Θράκης) в Кавале (Восточная Македония и Фракия), Радиовещательная станция Вооружённых сил Западной Македонии (Ραδιοφωνικός Σταθμός Ενόπλων Δυνάμεων Δυτικής Μακεδονίας) в Козани (Западная Македония), Радиовещательная станция Вооружённых сил Новой Орестиады (Στρατιωτικός Ραδιοφωνικός Σταθμός Νέας Ορεστιάδας) в Орестиаде (Восточная Македония и Фракия). ΥΕΝΕΔ использовался как рупор пропаганды военной хунты чёрных полковников, установленной в 1967 году.

### ЕРТ и ΥΕΝΕΔ (1975—1982)
В 1975 году после падения диктатуры «чёрных полковников» Национальный институт радиовещания и телевидения был упразднён, вместо него была создана государственная телерадиокомпания ERT (греч. Ελληνική Ραδιοφωνία Τηλεόραση — «Греческое радио и телевидение»), аналогично стал называться и выпускавшийся ей единственный телеканал, ΤΕΔ был переименован в ΥΕΝΕΔ, сохранив военную ориентацию. В 1977 году были запущен версии Πρώτο Πρόγραμμα, Δεύτερο Πρόγραμμα и Τρίτο Πρόγραμμα стали на ультракоротких волнах. В 1978 году ЕРТ стал вещать в стандарте SECAM.

### ЕРТ и ЕРТ 2 (1982—1987)
В 1982 году ΥΕΝΕΔ был ликвидирован, вместо него была создана телерадиокомпания ЕРТ 2 (греч. Ελληνική Ραδιοφωνία Τηλεόραση 2 — Второе греческое радио и телевидение), аналогичное название получили телеканал и сеть радиостанций.

### ЕРТ: ЕТ1, ЕТ2, ЕТ3 (1987—1997)
В 1987 году ЕРТ 2 объединилась с ЕРТ, канал ЕРТ стал называться — ЕТ 1, канал ЕРТ 2 — ЕТ 2, радиоканал Πρώτο Πρόγραμμα — ЕРА 1, Δεύτερο Πρόγραμμα — ЕРА 2, Τρίτο Πρόγραμμα — ЕРА 3, афинская радиостанция ЕРТ 2 — ЕРА 4, Η Φωνή της Ελλάδας — ЕРА 5. 1 сентября того же года ЕРТ запустила свой третий телеканал — ЕТ3, которая базировалась в Салониках, транслировала основном региональные программы, которые касались Северной Греции, региональные радиостанции как ЕРТ, так и ЕРТ 2 были объединены в сеть ЕРА Δίκτυον, в следующем году ЕРТ 2 Ραδιοφωνικός Σταθμός Θεσσαλονίκης была переименована в 102 FM. В 1989 г. была отменена монополия ЕРТ на телерадиовещание, создан Национальный совет радио и телевидения, в ноябре того же года начал вещать первый частный телеканал — Mega Channel, а в декабре — ANT1 (или Antenna) (к тому времени два года вещал радиоканал ANT1 FM). В 1990 году ЕТ 1, ЕТ 2 и ЕТ 3 стали вещать в стандарте PAL. 3 мая 1993 года ЕРА 4 была переименована в ΕΡΑ Σπορ. В 1994 году Ραδιοφωνικός Σταθμός Θεσσαλονίκης был переименован в 95.8 FM, в этом же году ERT 3 на коротких волнах запустила международную радиостанцию Τρίτο Πρόγραμμα στα Βραχέα. В 1996 г. ERT запустила канал для греков живущих за рубежом — ЕРТ Sat, в начале являвшийся международной версией ЕТ 1, с 1997 года в период 5,45 — 12,00 часов транслировался программы канала NET.

### ЕРТ: ЕТ1, NЕТ, ЕТ3 (1997—2013)
В 1997 году ЕТ 2 был переименован в NET («Новое греческое телевидение»), став из развлекательного информационно-развлекательным каналом, ЕРА 1 в NET FM, роль информационно-развлекательной радиостанции от неё перешла к ЕРА 2. В 1999 году ЕРТ в Аттике на ультракоротких волнах запустило радиостанцию для иммигрантов и туристов Φιλία 106.7, которой перешла средневолновая частота ЕРА 3, радиостанции ЕРА Δίκτυον стали ретранслировать Πρώτο Πρόγραμμα, иноязычное иновещание было выведено на отдельные частоты. В том же году в Греции была запущена первая спутниковая платформа NOVA, после чего ЕРТ запустила через неё спутниковые дубли всех своих телеканалов и радиостанций. В 2001 году ЕРТ на ультракоротких волнах запустил радиостанцию Kosmos 93.6. В 2006 году на второстепенных частотах был запущен мультиплекс А ЕРТ включавший 4 специализированных канала вещавший в стандарте DVB-T — πρίσμα+ (развлекательный), σινέ+ (киноканал), σπορ+ (спортивный)), info+ (информационный), объединённые в платформу ΕΡΤ Ψηφιακή. В том же году ЕРТ Sat был переименован в ЕРТ World. В 2008 году в рамках OTE был создан IPTV-оператор Conn-x TV, запустивший IPTV-платформу, тогда же ЕРТ через неё ЕРТ запустила IPTV-дубли своих телеканалов и радиостанций. В сентябре 2010 года был запущен мультиплекс B ЕРТ в который вошли цифровые дубли каналов ЕТ 1, NЕТ, ЕТ 3, NЕТ FM, ЕРА 2, ЕРА 3, ЕРА 4 и региональных радиостанций ЕРА. 19 марта πρίσμα+ была замена каналом Deutsche Welle, σινέ+ — BBC World News, info+ — TV5 Europe, σπορ+ был закрыт в 2011 году. В 2011 году OTE запустила свою спутниковую платформу, через которую ЕРТ запустила вторую очередь спутниковых дублей своих телеканалов и радиостанций. 27 апреля того же года ЕРТ запустила HD-телеканал ΕΡΤ HD. Планировалось также закрытие телеканала ЕТ 1. 2 марта 2012 года прекратили вещание дубли на средних волнах 95.8 FM, ERA Σπορ и практически все региональные радиостанции, 17 августа 2012 года — эфирные аналоговые дубли всех телеканалов ERT, в 2013 году — дубль на средних волнах Φιλία 106.7. В декабре того же года NET FM был переименован в Πρώτο Πρόγραμμα, ей же вернулась роль информационно-развлекательной радиостанции, ЕРА 2 в Δεύτερο Πρόγραμμα, ЕРА 3 в Τρίτο Πρόγραμμα, ЕРА 5 в Πέμπτο Πρόγραμμα.

### ЕРТ и ΕΔΡΤ (2013—2014)
12 июня 2013 года было принято решение о ликвидации компании и увольнении её сотрудников. Часть сотрудников компании не признали это решение и ликвидационную комиссию и продолжили вещание, сократив количество выпускаемых программ: вместо 1-й, 2-й и 3-й радиопрограмм, радиоканалов «ЭРА Спор» «Космос 93,6» и «Филиа 106,7» стал транслироваться радиоканал «ЭРА Афинас» (ΕΡΑ Αθήνας), вместо «102 ФМ» и «95,8 ФМ» — «ЭРА Фессалоникис» (ΕΡΑ Θεσσαλονίκης), вместо «ЕТ 1» и «НЭТ» — только «НЭТ», трансляция телеканала «ЕРТ Уорлд», 5-й радиопрограммы и 3-й радиопрограммы на коротких волнах была полностью прекращена. 10 июля ликвидационная комиссия компании начала вещание на частоте «ЕТ 1» под логотипом «ЭДТ» (ΕΔΤ, греч. Ελληνική Δημόσια Τηλεόραση — «Греческое общественное телевидение»), позднее под логотипом «ДТ» (ΔΤ, греч. Δημόσια Τηλεόραση — «Общественное телевидение»), позднее ею был зарегистрирован сайт «hprt.gr» (Hellenic Public Radio and Television, Ελληνική Δημόσια Ραδιοφωνία Τηλεόραση, ΕΔΡΤ), несколько позднее (23 сентября) они начали выпускать собственную 1-ю радиопрограмму на частоте 1-й программы ЕРТ под позывным «ДР» (ΔΡ, греч. Δημόσια Ραδιοφωνία — «Общественное радиовещание»). 27 июля 2013 года была учреждена государственная вещательная компания NERIT (греч. Νέα Ελληνική Ραδιοφωνία, Ίντερνετ και Τηλεόραση — «Новое греческое радио, интернет и телевидение»). 7 ноября 2013 года афинский радиотелецентр ЕРТ был занят полицией, трансляция «НЭТ» была прекращена, созданная 30 января 2014 года уволенными сотрудниками ассоциация «ЕРТ Опен» (ЕРТ Open) стала транслировать радиоканалы «ЭРА Афинас» из здание профсоюза работников радио и телевидения «ПОСПЕРТ» (ΠΟΣΠΕΡΤ), 15 декабря 2014 года ликвидационная комиссия на частоте 2-й программы ЕРТ стала транслировать собственную 2-ю радиопрограмму, а 18 апреля 2014 года на частоте «НЕТ» — телеканал «ДТ 2» (ΔΤ 2).

### ΝΕΡΙΤ и ЕРТ Open (2014—2015)
«ЕРТ 3» и региональные подразделения Греческого радио продолжали осуществлять вещание через интернет, а в некоторых регионах и через цифровое телевидение. 4 мая 2014 года начала вещание NERIT на частоте «ДТ» она стала транслировать телеканал «НЕРИТ 1» (ΝΕΡΙΤ 1), на частоте «ДТ 2» — «НЕРИТ Плюс» (ΝΕΡΙΤ Plus), на частотах 1-й, 2-й и 3-й радиопрограмм ЕРТ, собственные 1-ю, 2-ю и 3-ю радиопрограммы, на частоте «102 ФМ» — «НЕРИТ Македониас» (ΝΕΡΙΤ Μακεδονίας), на частоте «ЭРА Космос» — «НЕРИТ Космос» (ΝΕΡΙΤ Kosmos).

### ЕРТ (с 2015)
28 апреля 2015 года была принято решение о переименовании «НЕРИТ» в «ЕРТ» и возвращении всех уволенных сотрудников, 11 июня 2015 года «НЕРИТ 1» был переименован в «ЕРТ 1», «НЕРИТ Плюс» - «ЕРТ 2», «НЕРИТ Македониас» - «Радиостанция Македонии» (Ραδιοφωνικός σταθμός Μακεδονίας) (30 августа 2015 года вместо неё стали транслироваться радиоканалы «102 ФМ» и «95,8 ФМ»), «НЕРИТ Космос» - «Космос 93,6», сайт ΝΕΡΙΤ стал сайтом ЕРТ, страницы ΝΕΡΙΤ в twitter и facebook соответствующими страницами ЕРТ, возобновилась трансляция радиоканала «И Фони тис Элладас» (трансляция международного телеканала «ЕРТ Уорлд» возобновилась 3 мая 2016 года),  «ЕТ 3» - «ЕРТ 3». «ЭРА Афинас» была переименована «ЕРТ Опен 106,7 ФМ» (ΕΡΤ Open 106,7 FM), трансляцию которой продолжила «ЕРТ Опен», в составе ЕРТ Open остались также её сайт (на котором осуществлялось потоковое вещание ΕΡΤ Open 106,7 FM, публиковалась её программа передач и новости в текстовом виде), страницы в facebook и twitter (новости в текстовом виде) и канал на youtube (записи концертов в поддержку ЕРТ).

## Телеканалы и радиостанции

### Общенациональные телеканалы общей тематики
- ЕРТ1 — информационно-развлекательный канал
  - Информационная программа «Ειδήσεις» («Новости») три выпуска в день по одному часу
- ЕРТ2 — развлекательный канал
- ЕРТ3 — информационно-развлекательный канал вещающий из Салоники
  - Информационная программа «Ειδήσεις» («Новости») два выпуска в день по одному часу

Доступны через эфирное (цифровое (DVB-T) на ДМВ, раннее — аналоговое (PAL, ещё более ранее SECAM) на ДМВ, ЕРТ 1 на МВ) (на первых трёх каналах в большинстве населённых пунктов Греции), спутниковые телевидение (цифровое (DVB-S) на СМВ) (в большинстве стран Европы), IPTV, а также через Интернет.

### Тематические общенациональные телеканалы
- EPT Sports
- ΕΡΤ News
  - Информационной программой ЕРТ World является Ειδήσεις ЕРТ 1

Доступен во всех регионах Греции через эфирное (цифровое (DVB-T) на ДМВ) (в большинстве населённых пунктов Греции), спутниковое телевидение (цифровое (DVB-S) на СМВ) (в большинстве стран Европы), IPTV, а также через Интернет.

### Международные телеканалы
- ERT World — международный информационно-развлекательный канал.
  - Информационной программой ЕРТ World является Ειδήσεις ЕРТ 1
  - Англоязычная информационная программа News 4U

Доступен во всём мире через спутниковое телевидение (цифровое (DVB-S) на СМВ, ранее — аналоговое (PAL) на СМВ) и Интернет.

### Общенациональные радиостанции общей тематики
- Πρώτο Πρόγραμμα — общая
  - Информационная программа «Ειδήσεις» («Новости»), выходит в эфир один раз в час
- Δεύτερο Πρόγραμμα — развлекательная
- Τρίτο Πρόγραμμα — культура
- ΕΡΑ Σπορ — спортивная радиостанция

Доступны через эфирное радиовещание (аналоговое на УКВ (УКВ CCIR), Πρώτο Πρόγραμμα и некоторые региональные радиостанции (ранее все региональные и Φιλία 106.7, ещё более ранее — Τρίτο Πρόγραμμα) также и на СВ) (в большинстве населённых пунктов Греции), эфирное (цифровое (DVB-T) на ДМВ) (в большинстве населённых пунктов Греции), спутниковое телевидение (цифровое (DVB-S) на СМВ, ранее — аналоговое (PAL) на СМВ) (в большинстве стран Европы), IPTV и Интернет.

### Региональные радиостанции
- ERT Περιφέρεια - сеть региональных информационно-развлекательных радиоблоков, вещают на отдельных частотах, по будням с 07.00 до 18.00, с 18.00 в основном ретранслируют эфир Πρώτο Πρόγραμμα
  - (Регион Восточная Македония и Фракия)
    - ΕΡΤ Καβάλας
    - ΕΡΤ Κομοτηνής
    - ΕΡΤ Ορεστιάδας

  - (Регион Центральная Македония)
    - ΕΡΤ Σερρών

  - (Регион Западная Македония)
    - ΕΡΤ Κοζάνης
    - ΕΡΤ Φλώρινας

  - (Регион Эпир)
    - ΕΡΤ Ιωαννίνων

  - (Регион Ионийские Острова)
    - ΕΡΤ Ζακύνθου
    - ΕΡΤ Κέρκυρας

  - (Регион Фессалия)
    - ΕΡΤ Βόλου
    - ΕΡΤ Λάρισας

  - (Регион Западная Эллада)
    - ΕΡΤ Πάτρας
    - ΕΡΤ Πύργου

  - (Регион Пелопоннес)
    - ΕΡΤ Καλαμάτας
    - ΕΡΤ Τρίπολης

  - (Регион Северные Эгейские Острова)
    - ΕΡΤ Αιγαίου
    - ΕΡΤ Ρόδου

  - (Регион Крит)
    - ΕΡΤ Ηρακλείου
    - ΕΡΤ Χανίων
      - Информационные программы всех региональных радиостанций называются "Ειδήσεις" ("Новости"), выходит в эфир один раз в час

Доступны через эфирное радиовещание (аналоговое на УКВ (УКВ CCIR)) (в большинстве населённых пунктов всех регионов Греции кроме Аттики и части Центральной Македонии) и Интернет
- Kosmos 93.6 — музыкальная

Доступна через эфирное радиовещание (аналоговое на УКВ (УКВ CCIR)) (во всех населённых пунктах Аттики), эфирное телевидение (цифровое (DVB-T) на ДМВ) (в большинстве населённых пунктов Греции) и Интернет
- 102 FM — общая
- 95.8 FM — культура

Доступны через те же источники, эфирное радиовещание (аналоговое на УКВ (УКВ CCIR), ранее на СВ) (в Фессалониках), эфирное телевидение (цифровое (DVB-T) на ДМВ) (в большинстве населённых пунктов Греции) и Интернет

### Международные радиостанции
- Η Φωνή της Ελλάδας — международная круглосуточная грекоязычная информационно-развлекательная радиостанция, часть эфирного времени ретранслирует программы Πρώτο Πρόγραμμα, Δεύτερο Πρόγραμμα и ΕΡΑ Σπορ
  - Информационная программа «Ειδήσεις» («Новости») на греческом языке, выходит в эфир один раз в час
  - Информационно-музыкальная программа «Ξενογλωσσο δελτιο» («Иноязычный выпуск») — представляет собой поток из 11 5-минутных информационных блоков (50-минутный выпуск по будням в 09.10) на:
    - немецком,
    - итальянском
    - испанском,
    - польском,
    - русском,
    - румынском,
    - сербском,
    - болгарском,
    - албанском,
    - турецком и
    - арабском.

  - Информационная программа «Αγγλικο δελτίο» («Английский выпуск») на английском языке (50-минутный выпуск по будням в 12.10)

Доступна во всём мире через эфирное радиовещание (аналоговое на КВ), через спутниковое телевидение (цифровое (DVB-S) на СМВ) и Интернет.

### Телетекст
- ΕΡΤεξτ

Доступен на общих частотах со всеми телеканалами (новости в текстовом виде и программа передач).

### Интернет
- Сайт www.ert.gr на греческом языке, через него осуществляется потоковое вещание ЕРТ 1, ЕРТ 2, ЕРТ 3, ЕРТ HD (раздел web-tv), ЕРТ Первая программа, ЕРТ Вторая программа, ЕРТ Третья программа, ЕРТ Космос, ЕРТ Спорт, 102 FM, 95.8 FM, ЕРТ Регионы, ЕРТ Голос Греции (раздел web-radio) в отдельные периоды также Βουλή - Τηλεόραση, показываются новости в текстовом виде (раздел Αρχικη), программа передач (раздел Προγραμμα), архив новостных репортажей и передач (раздел Αρχειο)
- Канал ЕРТ на www.yotube.com на греческом языке, репортажи из выпусков новостей, отдельные передачи и анонсы фильмов в виде подкастов
- Страница ЕРТ в facebook на греческом языке, новости в текстовом виде
- Страница ЕРТ в twitter на греческом языке, новости в текстовом виде

### Издания
- Журнал "Радиотелевидение" (Ραδιοτηλεόραση), программа передач и анонсы фильмов

## Цифровое вещание ЕРТ
Эфирное:
- Мультиплекс А ЕРТ: BBC World News, Deutsche Welle, РІК Sat, TV5 Europe (вещает на 28 ТВК в Афинах и 36 ТВК в Фессалониках)
- Мультиплекс B ЕРТ: ЕРТ 1, ЕРТ 2, ЕРТ 3, ЕРТ HD, ЕРА Первая программа, ЕРА Вторая программа, ЕРА Третья программа, ЕРА Космос, ЕРА Спорт, 102 FM, 95.8 FM, ЕРТ Регионы, в отдельные периоды также - Βουλή - Τηλεόραση (вещает на 21 ТВК в Афинах и 24 ТВК в Фессалониках)

Спутниковое:
- Транспондер 11,623 ГГц (спутник Hot Bird 13B) — ERT World, Πρώτο Πρόγραμμα, Δεύτερο Πρόγραμμα, Τρίτο Πρόγραμμα, ΕΡΑ Σπορ, Η Φωνή της Ελλάδας
- Транспондер 11,823 ГГц (спутник Hot Bird 13B) — ERT1, ERT2
- Транспондер 12,054 ГГц (спутник Eutelsat 9B) — ERT1
- Транспондер 12,130 ГГц (спутник Hot Bird 13B) — ERT HD
- Транспондер 12,169 ГГц (спутник Hot Bird 13B) — ERT3[6][7]
- Транспондер 12,475 ГГц (спутник Eutelsat 9B) — ERT2, ERT3 и ERT HD[8]

## Структура и финансирование
Управление
ЕРТ является греческим общественным вещателем, автономным от государственных органов. Юридически существует в виде акционерного общества все акции которого принадлежат государству. Высший орган управления - Совет Директоров (Διοικητικό Συμβούλιο), назначался министром печати, состоящий из Председателя Совета директоров, Генерального директора (Διευθύνων Σύμβουλος) и трёх членов, исполнительный орган - Правление (Γενική Διεύθυνση), назначался Советом Директоров.  Контроль за соблюдением законов о СМИ осуществляет - Национальный совет радио и телевидения (Εθνικό Συμβούλιο Ραδιοτηλεόρασης), избираемый президиумом парламента по предложению председателя. Член Европейского телерадиовещательного союза (ЕТС) и акционер-основатель Euronews.
Финансирование
Около 88 % финансирования ERT поступало за счёт целевого налога, включённого в плату за электричество, остальное финансирование поступало за счёт рекламы.
Структура
- Генеральная дирекция информации (Γενική Διεύθυνση Ενημέρωσης)
  - Дирекция новостей телевидения (Διεύθυνση Ειδήσεων Τηλεόρασης)
    - Отдел бюллетеней новостей телевидения (Τμήμα Δελτίων Ειδήσεων Τ/Ο)
    - Отдел политических репортажей (Τμήμα Πολιτικού Ρεπορτάζ)
    - Отдел репортажей (Τμήμα Ρεπορτάζ)
    - Отдел международных новостей (Τμήμα Διεθνών Ειδήσεων)

  - Дирекция новостей радиовещания (Διεύθυνση Ειδήσεων Ραδιοφωνίας)
    - «Первая программа»
    - Областные радиопрограммы
    - «Голос Греции»

  - Дирекция информационных программ (Διεύθυνση Ενημερωτικών Προγραμμάτων)
    - Отдел информационных программ телевидения (Τμήμα ενημερωτικών Προγραμμάτων Τ/Ο)
    - Отдел информационных программ радиовещания (Τμήμα ενημερωτικών Προγραμμάτων Ρ/Φ)

  - Дирекция спортивной информации (Διεύθυνση Αθλητικής Ενημέρωσης)
    - Координатор ЕРТ Спорт (Συντονιστής ΕΡΑ Σπορ)
    - Отдел спортивных новостей (Τμήμα αθλητικών ειδήσεων)
    - Отдел спортивной информации и мероприятий (Τμήμα αθλητικής ενημέρωσης & διοργανώσεων)

  - Субдирекция производства новостей (Υποδιεύθυνση Παραγωγής Ειδήσεων)
    - Отдел производства и режиссуры (Τμήμα Παραγωγής και Σκηνοθεσίας)
    - Отдел поддержки производства (Τμήμα Υποστήριξης Παραγωγής)
- Генеральная дирекция программ (Γενική Διεύθυνση Προγράμματος)
  - Дирекция телевидения (Διεύθυνση Τηλεόρασης)
    - Отдел собственного производства (Τμήμα εσωτερικής παραγωγής)
    - Отдел закупки программ (Τμήμα επιλογής προγραμμάτων)
    - Отдел выпуска программ (Τμήμα Μετάδοσης Προγράμματος)
    - Отдел языковой поддержки (Τμήμα Γλωσσικής Υποστήριξης)
    - Отдел «ЕРТ Уорлд» (Τμήμα ERT World)

  - Дирекция радиовещания (Διεύθυνση Ραδιοφωνίας)
    - Отдел производства (Τμήμα παραγωγών)
    - Координатор второй программы (Συντονιστής «Δεύτερο»)
    - Координатор третьей программы (Συντονιστής «Τρίτο»)
    - Координатор программы "Космос" (Συντονιστής «Κόσμος»)
    - Отдел выпуска программ (Τμήμα μετάδοσης προγραμμάτων)
- Генеральная дирекция экономических и хозяйственных служб (Γενική Διεύθυνση Διοικητικών και Οικονομικών Υπηρεσιών)
- Генеральная дирекция «ЕРТ 3» (Γενική Διεύθυνση ΕΡΤ - 3)
  - Дирекция программ (Διεύθυνση Προγράμματος)
    - Отдел производства телепрограмм (Τμήμα παραγωγής τηλεοπτικών προγραμμάτων)
    - Отдел выпуска телепрограмм (Τμήμα μετάδοσης τηλεοπτικών προγραμμάτων)
    - Отдел производства радиопрограмм (Τμήμα παραγωγής ραδιοφωνικών προγραμμάτων)
    - Отдел выпуска радиопрограмм (Τμήμα μετάδοσης ραδιοφωνικών προγραμμάτων)

  - Субдирекция новостей и информации (Υποδιεύθυνση Ειδήσεων και Ενημέρωσης)
    - Отдел новостей (Τμήμα ειδήσεων)
    - Отдел информационных программ (Τμήμα ενημερωτικών προγραμμάτων)

  - Субдирекция технических служб (Υποδιεύθυνση Τεχνικών Υπηρεσιών)
    - Отдел сети (Τμήμα δικτύων)
    - Отдел технических операций телевидения ЕРТ 3 (Τμήμα τεχνικής λειτουργίας τηλεόρασης ΕΡΤ3)
    - Отдел технических операций радиовещания ЕРТ 3 (Τμήμα τεχνικής λειτουργίας ραδιοφωνίας ΕΡΤ3)

  - Субдирекция экономических и хозяйственных служб (Υποδιεύθυνση Διοικητικών & Οικονομικών Υπηρεσιών)
    - Отдел административных служб (Τμήμα διοικητικών υπηρεσιών)
    - Отдел экономических служб (Τμήμα οικονομικών υπηρεσιών)
- Генеральная дирекция новых медиа (Γενική Διεύθυνση Νέων Μέσων)
- Генеральная дирекция технологий (Γενική Διεύθυνση Τεχνολογίας)[10]

Производственные структуры и мероприятия
Музыкальное производство для радио осуществляют Национальный симфонический оркестр (Εθνική Συμφωνική Ορχήστρα), Оркестр разной музыки (Ορχήστρα Ποικίλης Μουσικής) и хор ERT. ERT Является организатором Фестиваля греческой песни в Салониках (Φεστιβάλ Ελληνικού Τραγουδιού). При ЕРТ существуют также Национальный аудиовизуальный архив (Εθνικό Οπτικοακουστικό Αρχείο). Вещание всех общенациональных государственных телеканалов и радиостанций идёт из афинского радиодома. Кроме того ЕРТ принадлежит оператор цифрового телевидения ΕΡΤnet.
Штаб-квартира
Вещает из Афинского дома радио на Агиа-Параскеви, ERT3, 102 FM и 95.8 FM из Фессалоникской студии Греческого радио и телевидения.